# Pokrowsk (Ukraine)
Pokrowsk (ukrainisch Покровськ; russisch Покровск) ist eine Industrie- und Bergbaustadt in der Oblast Donezk im Osten der Ukraine. Pokrowsk war bis Juli 2020 eine Stadt unter Oblastverwaltung und bis dahin das administrative Zentrum des nach ihr benannten Rajons Pokrowsk.

## Geographie
Pokrowsk liegt am Ufer des Flüsschens Hryschynka, das über den Byk in die Samara abfließt.
Die Stadt befindet sich an der Fernstraße M 04, einer Teilstrecke der Europastraße 50 57 km nordwestlich vom Oblastzentrum Donezk und 7 km westlich von Myrnohrad.

Impressionen 2012
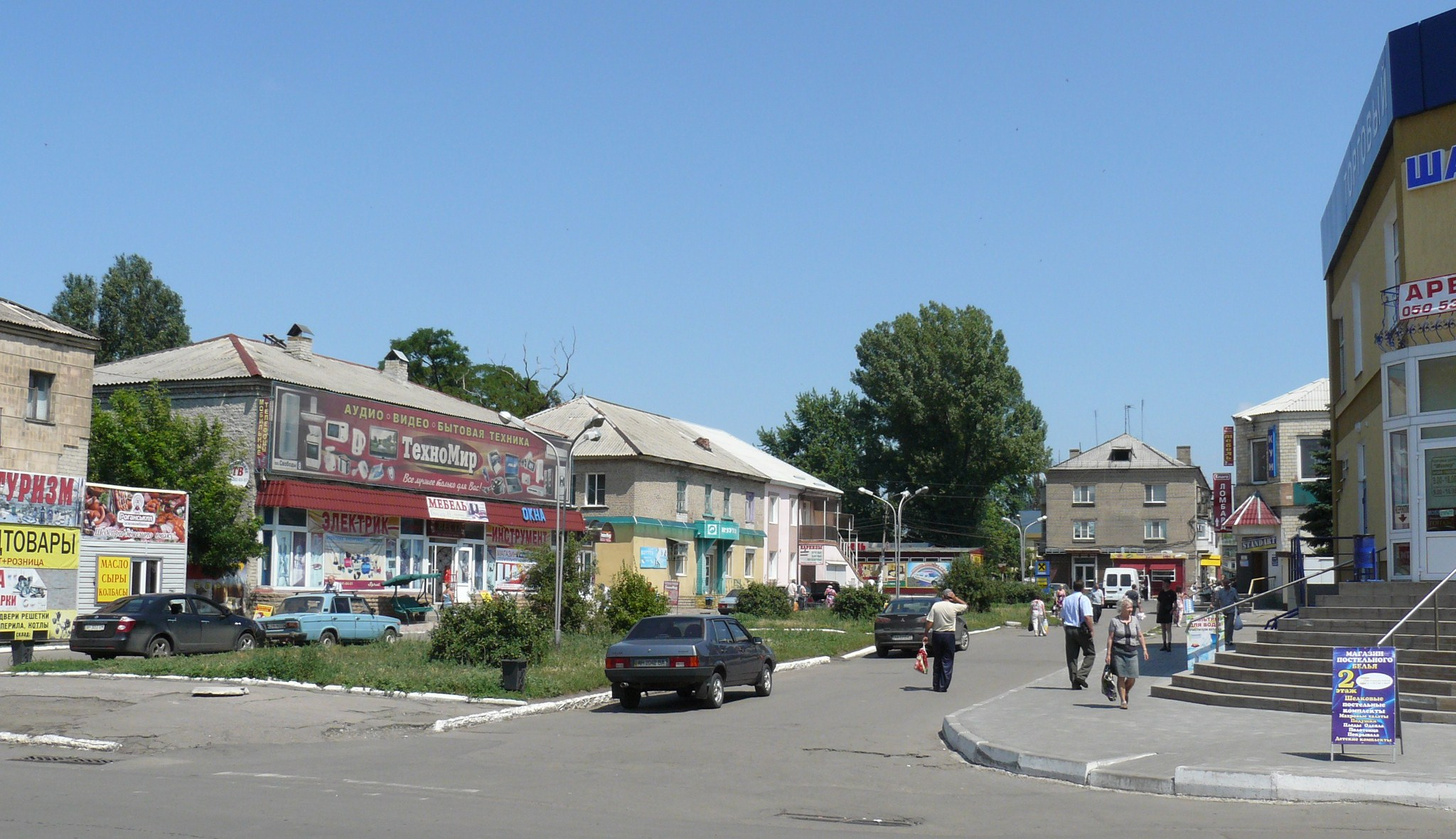
Zentrum von Pokrowsk
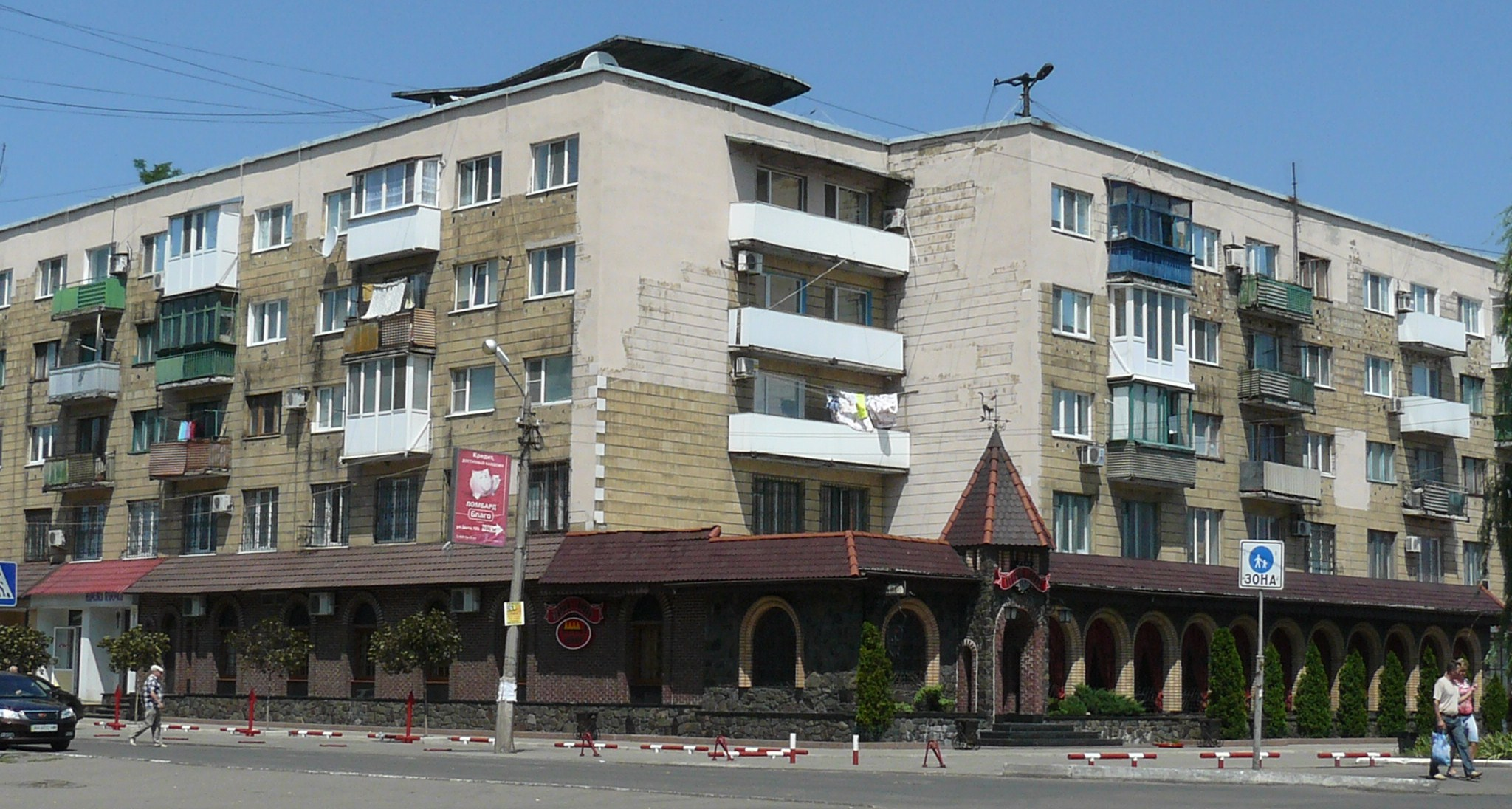
Stadtzentrum
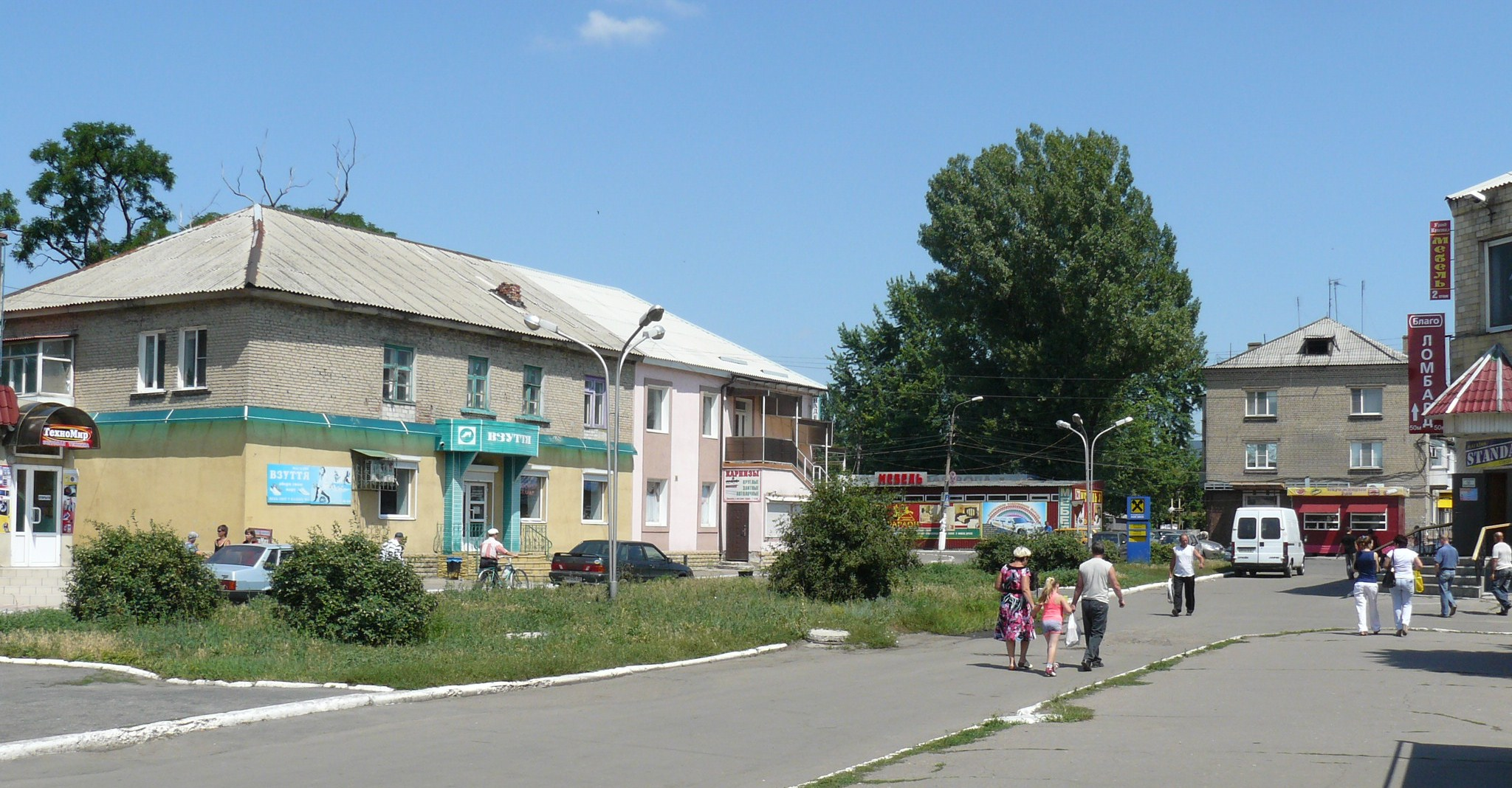
Stadtzentrum
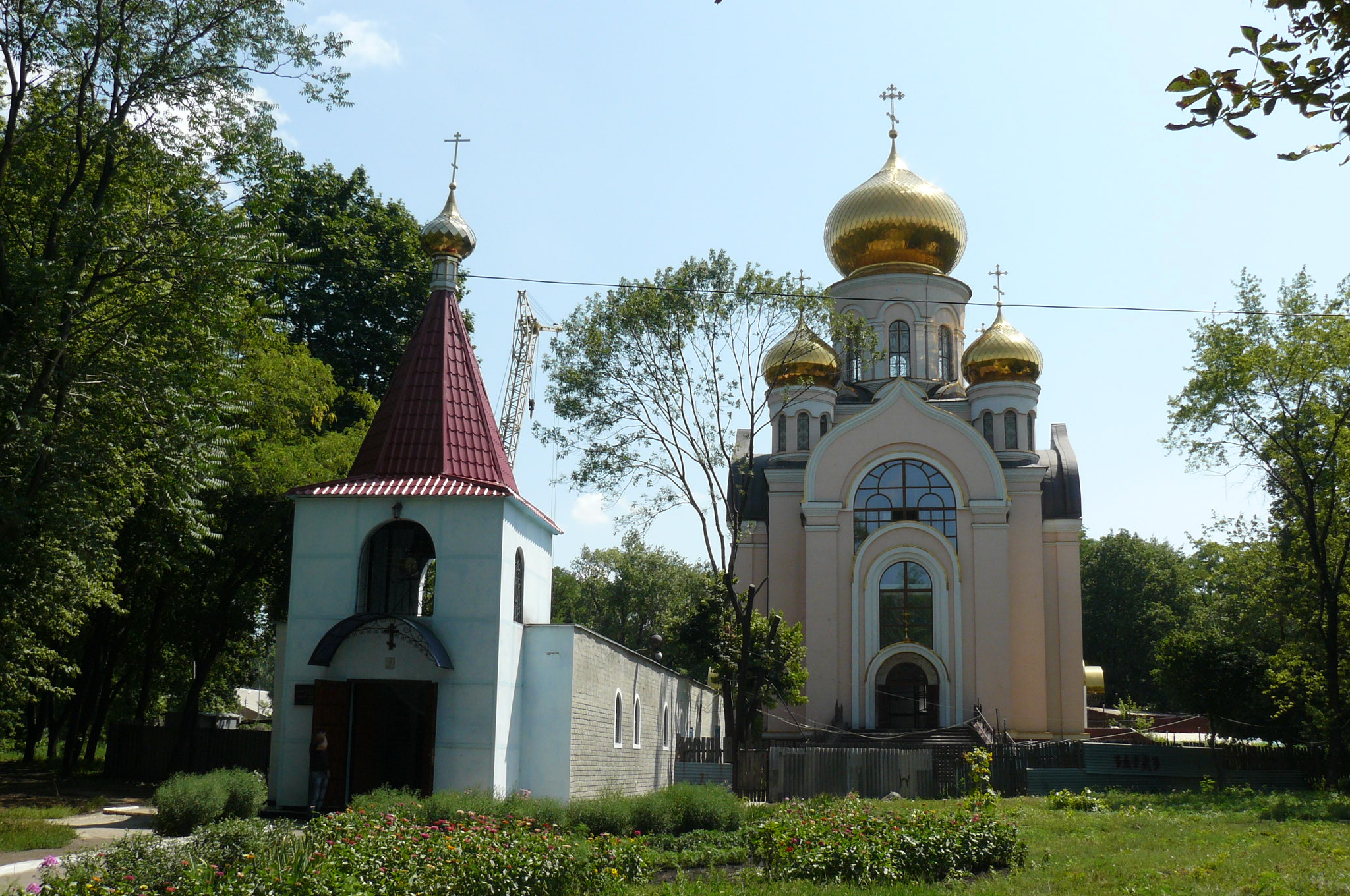
Kirche
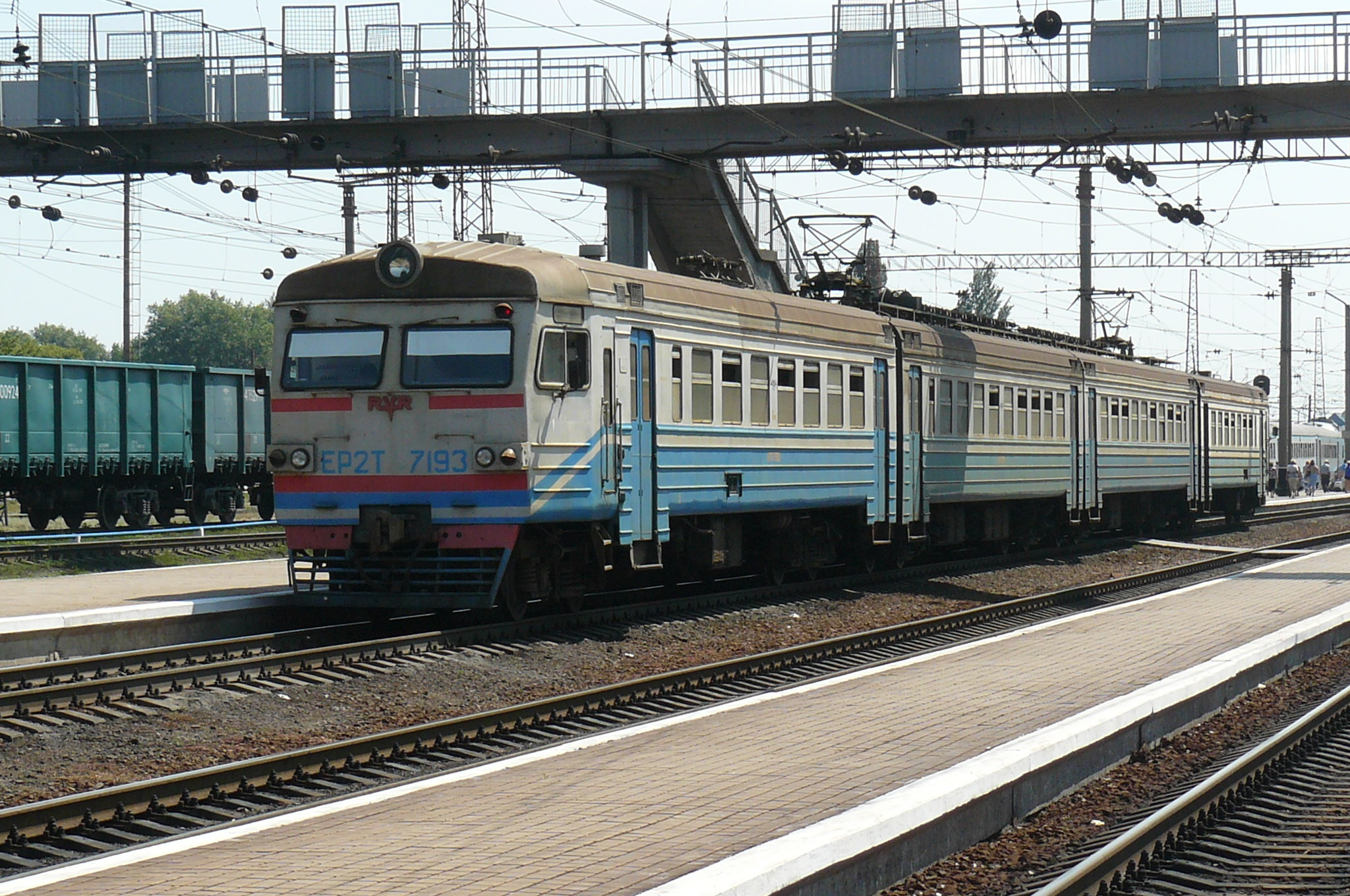
Bahnhof

## Geschichte

### Gründung und erste Jahrzehnte
Im Jahr 1875 als Grischino (Гришино) gegründet, wurde die Siedlung zu Ehren des Politikers Pawel Postyschew 1934 in Postyschewo (Постышево) umbenannt. 1938 – der bisherige Namensgeber Postyschew war zwischenzeitlich in Ungnade gefallen und verhaftet worden – erfolgte die Umbenennung in Красноармейское Krasnoarmejskoje (ukrainisch Красноармійськ Krasnoarmijsk – „Stadt der Roten Armee“) und gleichzeitig wurden der Ortschaft die Stadtrechte verliehen.

### Deutsche Besatzung im Zweiten Weltkrieg
Die Stadt wurde im Zweiten Weltkrieg am 19. Oktober 1941 von italienischen Truppen der 9. Infanteriedivision „Pasubio“ vom Corpo di spedizione italiano in Russia besetzt. Im Februar 1943 kam es zu einer zwölf Tage dauernden Schlacht um die Stadt.
In der Nacht vom 10. auf den 11. Februar 1943 wurde Krasnoarmijsk durch das sowjetische 4. Garde-Mechanisierte-Korps befreit. Nach der Rückeroberung durch die SS-Panzergrenadier-Division „Wiking“ mit Unterstützung der 333. Infanterie- und der 7. Panzer-Division wurden am 18. Februar 1943 zahlreiche Tote entdeckt, die Verstümmelungen und Spuren von Misshandlungen aufwiesen. Dabei handelte es sich um hunderte Angehörige der Wehrmacht, weiterer deutscher Organisationen sowie Soldaten verbündeter Streitkräfte (→ Fall Grischino). Am 20. Februar 1943 war die Stadt dann wieder, bis zur endgültigen Befreiung durch die Rote Armee am 8. September 1943, vollständig unter deutscher Kontrolle.

### Weitere Ereignisse
Seit Januar 1963 steht die Stadt unter Oblastverwaltung.
Am 12. Mai 2016 erfolgte im Rahmen der Dekommunisierung in der Ukraine die Umbenennung in Pokrowsk.

### Russische Invasion in der Ukraine

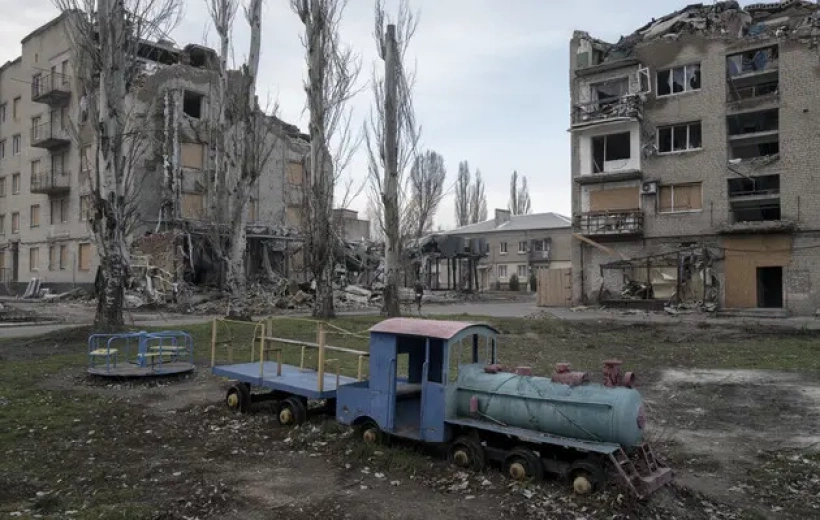
Zerstörungen in Pokrowsk (2025)

Im Russisch-Ukrainischen Krieg hat Pokrowsk eine strategische Bedeutung inne. Sie ist zum einen als administratives Zentrum und Verkehrsknotenpunkt wesentlich für die Versorgung anderer ukrainisch kontrollierter Städte im Donbass und wird dementsprechend von der ukrainische Armee als logistisches Drehkreuz genutzt. Zum anderen ermöglicht ihre geografische Lage schnelle militärische Bewegungen. Im August 2024 rief die Stadt ihre Zivilbevölkerung vor dem Hintergrund aus Ostsüdost (aus Richtung Otscheretyne/Awdijiwka) herannahender russischer Bodentruppen zum Verlassen der Stadt auf und ordnete die Evakuierung am 19. August 2024 an. Nicht alle Bewohner folgten der Evakuierung. Im Oktober 2024 waren nach örtlichen Behördenangaben rund 80 % der kritischen Infrastruktur der Stadt zerstört. Zur selben Zeit, als die Frontlinie nur noch knapp sieben Kilometer entfernt war, wohnten noch etwa 12.000 Menschen in Pokrowsk. Ende November warnte die internationale Hilfsorganisation CARE vor einer akuten Notlage bzw. Mangelversorgung in Pokrowsk und Umgebung, da die Wasser- und Wärmeversorgung zusammengebrochen, die Lieferung lebenswichtiger Hilfsgüter erheblich erschwert und die Ein- und Ausreise in und aus der Stadt massiv eingeschränkt sei. Evakuierungen seien nur noch vom 100 Kilometer entfernten Pawlohrad möglich. Aufgrund des Vorrückens der russischen Truppen im Osten der Ukraine stellte die dortige wichtige ukrainische Kohlemine Anfang Januar 2025 ihren Betrieb ein. Sie ist von Bedeutung für die Produktion von Stahl für das Militär. Außerdem ist Stahl das zweitwichtigste ukrainische Exportgut.

## Verwaltungsgliederung
Am 12. Juni 2020 wurde die Stadt zum Zentrum der neu gegründeten Stadtgemeinde Pokrowsk (Покровська міська громада/Pokrowska miska hromada). Zu dieser zählen auch die Stadt Rodynske, die Siedlung städtischen Typs Schewtschenko, die 31 in der untenstehenden Tabelle aufgelisteten Dörfer sowie die sieben Ansiedlungen Kotljariwka, Kotlyne, Nadeschdynka, Nowopustynka, Persche Trawnja, Puschkine und Tschunyschyne. Bis dahin bildete sie zusammen mit der Stadt Rodynske und der Siedlung städtischen Typs Schewtschenko die gleichnamige Stadtratsgemeinde Pokrowsk (Покровська міська рада/Pokrowska miska rada), welche direkt der Oblastverwaltung unterstand und im Norden des sie umschließenden Rajons Pokrowsk lag.
Seit dem 17. Juli 2020 ist sie ein Teil des Rajons Pokrowsk.
Folgende Orte sind neben dem Hauptort Pokrowsk Teil der Gemeinde:
| Name                     | Name              | Name                                 |
| ukrainisch transkribiert | ukrainisch        | russisch                             |
| ------------------------ | ----------------- | ------------------------------------ |
| Bohdaniwka               | Богданівка        | Богдановка (Bogdanowka)              |
| Datschenske              | Даченське         | Даченское (Datschenskoje)            |
| Hnatiwka                 | Гнатівка          | Гнатовка (Gnatowka)                  |
| Horichowe                | Горіхове          | Орехово (Orechowo)                   |
| Jassenowe                | Ясенове           | Ясеновое (Jassenowoje)               |
| Kotljariwka              | Котлярівка        | Котляровка (Kotljarowka)             |
| Kotlyne                  | Котлине           | Котлино (Kotlyno)                    |
| Lyssiwka                 | Лисівка           | Лысовка (Lyssowka)                   |
| Nadeschdynka             | Надеждинка        | Надеждинка (Nadeschdinka)            |
| Nowoandrijiwka           | Новоандріївка     | Новоандреевка (Nowoandrejewka)       |
| Nowojelysawetiwka        | Новоєлизаветівка  | Новоелизаветовка (Nowojelisawetowka) |
| Nowooleksandriwka        | Новоолександрівка | Новоалександровка (Nowoalexandrowka) |
| Nowooleniwka             | Новооленівка      | Новооленовка (Nowoolenowka)          |
| Nowopawliwka             | Новопавлівка      | Новопавловка (Nowopawlowka)          |
| Nowopustynka             | Новопустинка      | Новопустынка                         |
| Nowotrojizke             | Новотроїцьке      | Новотроицкое (Nowotroizkoje)         |
| Nowoukrajinka            | Новоукраїнка      | Новоукраинка (Nowoukrainka)          |
| Nowowassyliwka           | Нововасилівка     | Нововасилевка (Nowowassilewka)       |
| Nowyj Trud               | Новий Труд        | Новый Труд (Nowy Trud)               |
| Persche Trawnja          | Перше Травня      | Перше Травня                         |
| Pischtschane             | Піщане            | Песчаное (Pestschanoje)              |
| Preobraschenka           | Преображенка      | Преображенка                         |
| Puschkine                | Пушкіне           | Пушкино (Puschkino)                  |
| Rih                      | Ріг               | Рог (Rog)                            |
| Rodynske                 | Родинське         | Родинское (Rodinskoje)               |
| Saporischschja           | Запоріжжя         | Запорожье (Saporoschje)              |
| Schewtschenko            | Шевченко          | Шевченко                             |
| Schowte                  | Жовте             | Жёлтое (Schjoltoje)                  |
| Selene                   | Зелене            | Зелёное (Seljonoje)                  |
| Solone                   | Солоне            | Солёное (Soljonoje)                  |
| Sribne                   | Срібне            | Срибное (Sribnoje)                   |
| Suchyj Jar               | Сухий Яр          | Сухой Яр (Suchoi Jar)                |
| Swirowe                  | Звірове           | Зверево (Swerewo)                    |
| Trojanda                 | Троянда           | Троянда                              |
| Trojizke                 | Троїцьке          | Троицкое (Troizkoje)                 |
| Tschunyschyne            | Чунишине          | Чунишино (Tschunischino)             |
| Ukrajinka                | Українка          | Украинка (Ukrainka)                  |
| Uspeniwka                | Успенівка         | Успеновка (Uspenowka)                |
| Wowkowe                  | Вовкове           | Волково (Wolkowo)                    |

## Bevölkerung
Quellen: 1913 ,
1923–1959 ,
1970 ,
1979–2014 

## Wirtschaftliche Bedeutung
Pokrowsk ist laut Neue Zürcher Zeitung „seit 2014 die ukrainische Hauptstadt des Bergbaus“. Bei Pokrowsk liegt die größte Kohlemine der Ukraine. Die dort vorkommende Koks-Kohle befeuert eine lokale Stahlerzeugung, die etwa die halbe noch verbliebene Kapazität der Ukraine ausmacht.

## Persönlichkeiten
- Sergei Prokofjew (1891–1953), Pianist und Komponist
- Wiktor Uljanitsch (1949–2014), sowjetischer Boxer